# سفارة بولندا في روسيا البيضاء
سفارة بولندا في روسيا البيضاء هي أرفع تمثيل دبلوماسي لدولة بولندا لدى روسيا البيضاء. تقع السفارة في مينسك وهي تهدف لتعزيز المصالح البولندية في روسيا البيضاء.

## وصلات خارجية
- الموقع الرسمي
- قائمة سفارات بولندا
- قائمة السفارات في روسيا البيضاء